# Петяя-Сирен, Туули
Туули Паулийна Петяя-Сирен, урождённая Петяя (фин. Tuuli Pauliina Petäjä-Sirén); родилась 9 ноября 1983, Эспоо, Финляндия) — финская яхтсменка, серебряная медалистка летней Олимпиады 2012 года в Лондоне.
В январе 2013 года финскими спортивными журналистами избрана «Спортсменом года».

## Биография
Родилась 8 ноября 1983 года в Эспоо, в Финляндии. Вначале играла в хоккей с шайбой, позднее стала заниматься парусным спортом.
На летних Олимпийских играх 2008 года в Пекине заняла 16-е место. В 2012 году на чемпионате Европы завоевала бронзу, а на чемпионате мира заняла 11-е место.
На летней Олимпиаде 2012 года в Лондоне завоевала серебряную медаль на парусной доске в классе RS:X.
На Чемпионате мира, прошедшем в марте 2013 года в Бразилии, Туули заняла 4-е место.
На летних Олимпийских играх 2016 года была знаменосцем сборной Финляндии.

## Личная жизнь
Училась на архитектора в университете Аалто (2012). Проживает в Хельсинки.
29 сентября 2012 года вышла замуж за Вилле Сирена, с которым многие годы поддерживала неофициальные отношения, и сменила фамилию на Петяя-Сирен (Petäjä-Sirén). В начале июня 2013 года Туули объявила о перерыве в спортивной карьере в связи с беременностью (ребёнок должен был родиться в конце года).